# Lista dos deputados estaduais da 9.ª legislatura de Santa Catarina (1916–1918)
Lista dos deputados estaduais de Santa Catarina - 9ª legislatura (1916 — 1918).
| Nº | Deputado                          |
| -- | --------------------------------- |
| 1  | Polidoro Olavo de São Tiago       |
| 2  | Dorval Melquíades de Sousa        |
| 3  | José Artur Boiteux                |
| 4  | Carlos Vítor Wendhausen           |
| 5  | Antônio Pereira Oliveira Filho    |
| 6  | Virgílio Várzea                   |
| 7  | José Martins Cabral               |
| 8  | Joe Collaço                       |
| 9  | João Pinho                        |
| 10 | Luís de Oliveira Leite            |
| 11 | José Acácio Soares Moreira        |
| 12 | Marcos Konder                     |
| 13 | Félix Busso Asseburg              |
| 14 | Paulo Zimmermann                  |
| 15 | Luís Abry                         |
| 16 | Artur Ferreira da Costa           |
| 17 | Oto Boehm                         |
| 18 | Luís de Vasconcelos               |
| 19 | Arnaldo Claro São Tiago           |
| 20 | Procópio Gomes de Oliveira        |
| 21 | Aristiliano Ramos                 |
| 22 | Caetano Vieira da Costa           |
| 23 | Francisco Ferreira de Albuquerque |
| 24 | Manuel Tiago de Castro            |
| 25 | Manuel Tomás Vieira               |